# 无敌技
無敵技是指，在格鬥遊戲中出現的使用后一段時間內不會被對手的攻擊打中，或使用后一段時間內即使被打中也毫髮無損並且動作不會中斷的招式。以上兩種現象都稱為無敵。

## 來歷
格鬥遊戲发展初期，CAPCOM推出的《街頭霸王》系列中出現的“升龍拳”是典型的無敵技，因此後來多把無敵技称为升龍。

## 分類
無敵技并非絕對對所有的攻擊無敵。無敵可以分为对打擊技無敵、对投技無敵、完全無敵。多數無敵技在一定時間内完全無敵，以后在一定時間内对部分招式無敵。
一些招式不是在指令輸入后立即開始無敵，或在攻擊判定成功前就不再完全無敵，因此還是可能被對手打中。
能够称为無敵技的招式必須是全身無敵的。如果只有“上半身对打擊無敵”等部分無敵，不能称为無敵技。

## 特點
無敵技的攻擊判定发生速度和攻擊判定範圍是重要的性能。如果發生很慢，可能被對手防禦或躲避。如果判定範圍很小，可能會打不中对手而处于劣势。
無敵技能够壓倒各式各样的攻擊技，但是為了遊戲平衡，無敵技没有命中时出招者的破綻會很大。
如果一个無敵技的無敵时间很长而又没有明显的破綻甚至没有破綻，一般会设定为消耗能量值才能使用的招式，否则会影响遊戲平衡。
通常情況下，擁有無敵技的角色能更好地在對方的進攻下反擊，是適合新接觸的玩家使用的角色。很多格鬥遊戲亦把主人公設定為擁有無敵技。